# Back to the Egg
Back to the Egg é o sétimo e último álbum gravado pelo grupo de rock Wings, grupo formado pelo ex-beatle Paul McCartney.
Lançado em 1979, os Wings contaram com uma nova formação. Os antigos membros, o guitarrista Jimmy McCulloch e o baterista Joe English, abandonaram o grupo. Para a nova formação Paul chamou o guitarrista Laurence Juber e o baterista Steve Holly.
As gravações começaram em junho de 1978, no dia 3 de outubro, os Wings gravaram as músicas "Rockestra Theme" e "So Glad To See You Here" com a participação de Pete Townshend (do The Who), David Gilmour (do Pink Floyd), John Paul Jones e John Bonham (ambos do Led Zeppelin). A música ganhou o Grammy de melhor performance instrumental em 1980.
Em 1993, a edição remasterizada contou com a inclusão das músicas "Daytime Nighttime Suffering" (que na época foi lado B do compacto de "Goodnight Tonight") e "Wonderful Christmastime" (música solo de Paul McCartney).

## Músicas
Todas as músicas foram compostas por Paul McCartney, excepto quando anotadas.
1. "Reception" – 1:08
2. "Getting Closer" – 3:22
3. "We're Open Tonight" – 1:28
4. "Spin It On" – 2:12
5. "Again And Again And Again" (Denny Laine) – 3:34
6. "Old Siam, Sir" – 4:11
7. "Arrow Through Me" – 3:37
8. "Rockestra Theme" – 2:35
9. "To You" – 3:12
10. "After The Ball/Million Miles" – 4:00
11. "Winter Rose/Love Awake" – 4:58
12. "The Broadcast" – 1:30
13. "So Glad To See You Here" – 3:20
14. "Baby's Request" – 2:49